# Moby Lines
Moby, fino al 1992 nota come Nav.Ar.Ma., (acronimo di Navigazione Arcipelago Maddalenino) è una compagnia di navigazione italiana che opera nel trasporto di passeggeri e merci nel Mar Mediterraneo.
Nata come piccolo vettore attivo nei collegamenti fra le isole dell'arcipelago di La Maddalena, in Sardegna, la compagnia si è evoluta strutturandosi attorno al trasporto di passeggeri e merci rotabili fra l'Italia peninsulare e le isole di Sardegna, Corsica ed Elba. L'azienda ha la sua sede legale a Milano e la sua sede amministrativa a Portoferraio, nell'Isola d'Elba; il suo simbolo è una balena stilizzata di colore azzurro.

## Storia

### La nascita e i primi anni di attività
La compagnia viene fondata a Cagliari il 9 luglio 1959 da Achille Onorato con il nome di "Navigazione Arcipelago Maddalenino", anche abbreviato in "Nav.Ar.Ma.". La compagnia opera inizialmente nei collegamenti marittimi fra le isole dell'arcipelago di La Maddalena, in Sardegna, impiegando un singolo traghetto, il Maria Maddalena, acquistato di seconda mano da un operatore danese. Dopo sette anni, nel 1966, Nav.Ar.Ma. abbandona l'arcipelago sardo e trasferisce tutte le proprie attività all'Isola d'Elba, attivando un servizio di collegamento marittimo con la costa toscana. L'anno successivo la compagnia acquista una seconda nave, la Elba Prima, inaugurando contestualmente un collegamento fra l'Italia e la Corsica.
Nel 1973 la compagnia, che nel frattempo ha spostato la propria sede a Napoli, commissiona per la prima volta la costruzione di un traghetto, varato l'anno seguente con il nome di Bastia presso i Cantieri Benetti di Viareggio. Sempre nel 1974 la compagnia acquista la motonave Portoferraio, ancora incompleta e ultimata presso il Cantiere Ferbo di Napoli. Nel 1978 viene acquisita l'unità Città di Piombino, che sostituisce la storica Maria Maddalena, mentre nel 1981 entra in servizio un altro traghetto di nuova costruzione, il Giraglia, realizzato presso i Cantieri Liguri di Pietra Ligure. Simultaneamente, la compagnia riprende il servizio tra i porti dell'arcipelago di La Maddalena.

### Gli anni ottanta e il disastro delMoby Prince
Nel 1982 Nav.Ar.Ma. rileva dalla compagnia Townsend Thoresen European Ferries il traghetto Free Enterprise II, che viene ribattezzato Moby Blu: sensibilmente più grande di tutte le altre navi della flotta, l'unità adotta un'originale livrea rappresentante una balena di colore blu, che diventerà il simbolo della compagnia. Nel 1985 vengono acquistati due ulteriori traghetti di grandi dimensioni provenienti dal Mare del Nord, che prendono i nomi di Moby Prince e Moby Love, confermando oltre alla livrea anche il nuovo sistema di nomenclatura delle navi della flotta. Nel 1986 Nav.Ar.Ma. acquista il traghetto Viking 6, di proprietà della compagnia inglese Sally Line, che viene ribattezzato Moby Dream; due anni dopo viene conclusa l'acquisizione dall'italiana Tirrenia di Navigazione del traghetto Malta Express, che prende il nome di Moby Will.
Nel 1989 Nav.Ar.Ma. acquista dalla svedese Statens Järnvägar il traghetto Skåne, che viene ribattezzato Moby Big e diventa la nuova ammiraglia della compagnia; già l'anno seguente l'unità viene sottoposta a lavori di ristrutturazione che ne raddoppiano la stazza e cambia nome in Moby King. Gli investimenti nella flotta proseguono con l'acquisizione nel 1990 dei traghetti St Brendan - ribattezzato Moby Vincent - e Earl Godwin - rinominato Moby Baby - entrambi dalla Sealink British Ferries.
Il 10 aprile 1991 avvenne il disastro del Moby Prince: in circostanze finora mai del tutto chiarite, l'omonimo traghetto, appena partito dal porto di Livorno in direzione di Olbia, si scontra con la petroliera Agip Abruzzo ferma in rada e viene avvolto da un incendio che lo distrugge completamente. L'incidente provoca 140 vittime, classificandosi come il più grave disastro che abbia interessato la marina mercantile italiana dal secondo dopoguerra. L'unico superstite fu il mozzo Alessio Bertrand. Il 28 maggio 1998 la Moby Prince, sotto sequestro nel porto di Livorno dal 1991 a causa del disastro, affonda. Verrà successivamente recuperata, radiata e venduta per la demolizione ai cantieri di Aliaga.

### Moby Linese gli anni novanta
Nel 1992 Nav.Ar.Ma. acquista dalla spagnola Trasmediterránea il traghetto Manuel Soto, che prende il nome di Moby Fantasy, destinato a sostituire il Moby Prince; nello stesso anno la compagnia abbandona la storica ragione sociale e cambia nome in "Moby Lines". Nel 1994 nasce Sardegna Lines, filiale della compagnia attiva sui collegamenti fra Toscana e Sardegna, operati con il traghetto Moby Dream - che viene ribattezzato Sardegna Bella. La succursale sarda di Moby prosegue le proprie attività fino al 1998, quando viene chiusa per demandare tutte le linee per la Sardegna alla casa madre. Venduti i traghetti Moby Will e Moby Love, nel 1996 viene acquistato da una compagnia faroense il traghetto Teistin, che prende il nome di Moby Ale, mentre l'anno successivo è il turno del J.J. Sister della compagnia Corona Line, che entra in servizio per Moby con il nome di Moby Magic.
Nel 1998 la compagnia investe nel trasporto di merci acquistando le navi traghetto Moby Gum e Moby Rider, decisamente più orientate alla capacità di carico che ai servizi di bordo, che vengono poste in servizio sulla linea Livorno-Olbia. Nel medesimo anno viene acquistata anche la King Orry, proveniente dal Mare d'Irlanda, che viene ribattezzata Moby Love 2. Nel 2000 la compagnia acquisisce la Peder Olsen, battente bandiera danese, che entra in servizio nel Mar Mediterraneo con il nome di Moby Lally.

### Le nuove ammiraglie
Nel 1999 Moby commissiona al cantiere navale sudcoreano Daewoo Shipbuilding & Heavy Machinery la costruzione di due traghetti di ultima generazione, dalla lunghezza di 180 metri, stazza lorda di 36.000 tonnellate e velocità massima di 29 nodi. Le nuove unità entrano in servizio nel 2001 con i nomi di Moby Wonder e Moby Freedom. Per la scelta della livrea, la compagnia stringe un accordo con la casa di produzione cinematografica Warner Bros. per l'utilizzo dei personaggi della serie animata Looney Tunes, che iniziano ad apparire sulle murate dei traghetti oltre che negli spazi a bordo, rendendoli particolarmente riconoscibili.
Dismessi i traghetti Portoferraio, Città di Piombino e Moby King, nel 2003 il Moby Magic si incaglia al largo di Olbia, riportando danni ingenti e convincendo la proprietà ad avviarlo alla demolizione. In sua sostituzione viene acquistato dalla danese DFDS il traghetto Prince Of Scandinavia, che entra in servizio per Moby con il nome di Moby Drea. Nel 2005 la compagnia prende in consegna il Moby Aki, gemello dei Moby Wonder e Moby Freedom ma costruito presso il cantiere navale Fincantieri di Ancona. Pochi mesi dopo l'entrata in servizio, il 23 ottobre 2005, l'unità è protagonista di un curioso episodio entrando nel porto di Livorno con la carcassa di una balenottera incastrata nel bulbo di prua, probabilmente speronata al largo quando era già morta.

### Gli investimenti degli anni duemila e duemiladieci
Nel 2006 Moby acquisisce Compagnia Sarda di Navigazione Marittima, operatore attivo nei collegamenti passeggeri e merci da e per la Sardegna, i cui asset vengono assorbiti in blocco dall'acquirente: entrano quindi nella flotta di Moby i traghetti Luigi Pa, Giuseppe Sa, Eliana M e Maria Grazia On. Sempre nel 2006 Moby acquista da DFDS il traghetto Princess of Scandinavia, che viene ribattezzato Moby Otta, e da Minoan Lines il traghetto Ariadne Palace, che prende il nome di Moby Tommy.
Verso la fine del 2009 venne acquistata dalla compagnia francese Brittany Ferries la nave Pont L'Abbé, che fu ribattezzata Moby Corse e destinata, a partire dall'anno seguente, ai collegamenti tra Corsica e Francia, fino a quel momento non serviti dalla compagnia. Dopo appena una stagione la Moby abbandonò il servizio, motivandone la sospensione con l'aumento del prezzo del carburante e la mancanza di sovvenzioni da parte della Francia.
Nel 2011 Moby si aggiudica la gara indetta dalla Regione Toscana per l'acquisizione del 100% delle quote della compagnia pubblica regionale Toremar, attiva nelle linee da e per le isole dell'arcipelago toscano.
Nel corso del 2012, attraverso la Compagnia Italiana di Navigazione S.p.A. (di cui la Onorato Partecipazioni s.r.l. era azionista di maggioranza con una partecipazione del 40%), fu acquisita la good company derivata dall'ex compagnia statale Tirrenia; da luglio 2015 la nuova compagnia passò al 100% sotto il controllo della famiglia Onorato. Allo Stato rimase la relativa bad company (con circa 800 milioni di debiti). Al settembre 2019, risultava che Moby non avesse ancora pagato allo Stato i 180 milioni per l'acquisto delle attività della Tirrenia.
Nel 2012 Moby vende l'ammiraglia Moby Freedom alla finlandese Eckerö Line, mentre l'anno seguente il Moby Fantasy viene ceduto per la demolizione. Nel 2015 Moby liquida gli altri soci di Compagnia Italiana di Navigazione e ottiene il pieno controllo delle attività di Tirrenia di Navigazione.
Nel 2016 Moby torna a investire nella flotta: presentati i traghetti Eliana Marino e Pietro Manunta, provenienti dal Nord Europa e destinati al servizio di trasporto merci, nel mese di giugno entrano in servizio il Moby Zazà - precedentemente noto come Wind Perfection per la compagnia olandese C-bed - e il Moby Kiss - fino ad allora in forza alla greca European Seaways con il nome di Galaxy. Nello stesso anno viene avviata una joint venture con la compagnia russa St. Peter Line: nasce così Moby SPL, filiale che opera nel Mar Baltico sulle linee tra San Pietroburgo, Tallinn, Helsinki e Stoccolma con il traghetto SPL Princess Anastasia, già di proprietà di St. Peter Line. L'altra nave di cui dispone la compagnia russa, la Princess Maria, prende bandiera italiana ed entra nella flotta di Moby, venendo spostata nel Mar Mediterraneo e rinominata Moby Dada. Nel maggio 2017 entra in servizio il Moby Niki, acquistato come European Voyager dalla compagnia Almada Shipping, sul quale viene applicata un'inedita livrea dedicata al personaggio della DC Comics Batman. Nello stesso anno vengono venduti alla compagnia greca Portucalence il Moby Baby e il Moby Love 2.

### Le difficoltà finanziarie
Il 6 settembre 2019 viene annunciato un accordo tra Moby e la compagnia di navigazione danese DFDS per la cessione dei traghetti Moby Wonder e Moby Aki in cambio delle unità King Seaways e Princess Seaways, di quasi venti anni più vecchie, oltre a una contropartita economica. L'operazione, percepita come un tentativo estremo di fare cassa, suscita dubbi in merito alla solvibilità della compagnia italiana, già fortemente indebitata a seguito degli investimenti degli anni precedenti e in particolare dell'acquisizione di Tirrenia di Navigazione: il 24 settembre 2019 un gruppo di investitori, detentori di obbligazioni dal valore di 300 milioni di euro in scadenza al 2023, presenta istanza di fallimento nei confronti di Moby per insolvenza prospettica presso il Tribunale di Milano. Il 9 ottobre seguente l'istanza viene respinta, mentre la vendita delle ammiraglie della compagnia viene bloccata da un pool di banche verso le quali Moby è esposta e che vantano su di esse un'ipoteca. Il 29 ottobre DFDS rende noto lo scioglimento dell'accordo con Moby a causa del mancato rispetto da parte di quest'ultima delle tempistiche di consegna delle navi.
Alla fine di marzo 2021, per far fronte ai debiti accumulati dalla compagnia, Onorato annuncia di aver stilato un piano per risanare una parte di essi attraverso la vendita di sette navi, della divisione rimorchiatori e di due immobili nei comuni di Olbia e Milano. Le navi in questione sono i traghetti Moby Tommy, Moby Aki, Moby Wonder, Moby Corse e Moby Zazà e le navi merci Pietro Manunta e Giuseppe Sa., mentre la divisione rimorchiatori sarà venduta alla connazionale Panfilo. La cessione della divisione rimorchiatori a Panfilo venne successivamente rifiutata dal tribunale di Milano. Il 30 marzo 2021 Moby deposita presso il Tribunale di Milano la relativa proposta di concordato preventivo. A inizio novembre 2021, per rinviare l'adunanza dei creditori, viene annunciato un piano che prevede il pagamento in quattro anni dell'80% del debito ai principali creditori (tra cui Tirrenia in Amministrazione Straordinaria) e il trasferimento di tutte le navi a una società veicolo di nuova costituzione, la ShipCo, gestita da una società di risparmio, da cui la società operativa OpCo (ovvero Moby) noleggerà i traghetti con la possibilità di riacquistarli nel 2025. L'11 ottobre seguente, per facilitare il raggiungimento di un accordo con i creditori, che chiedono un cambio ai vertici della compagnia, Vincenzo Onorato, figlio del fondatore Achille, lascia la presidenza di Moby che deteneva da quarant'anni e viene sostituito da Gualtiero Brugger.
Il 31 marzo 2022 Moby presenta al Tribunale di Milano un nuovo piano di ristrutturazione, che prevede l'ingresso nell'azienda del gruppo MSC e la cancellazione di una parte del debito, a fronte della creazione di un fondo gestito da terzi che diventerà proprietario delle navi di Moby, al quale la compagnia noleggerà alcune unità con la possibilità di riacquistarle entro il 2025. Nel novembre 2022 il Tribunale di Milano omologa il concordato preventivo e contestualmente MSC acquisisce il 25% del capitale sociale di Moby per aumentarne il capitale, salvandola dal fallimento.. Nello stesso mese vengono anche depositati dei piani di ristrutturazione che prevedono il pagamento del credito a Tirrenia in A.S. da Moby e ShipCo. A seguito dei concordati è prevista la fusione di Moby e Tirrenia CIN, precedentemente opposta nel 2018.

### L'avvento di MSC e la nuova flotta
Con la sospensione delle attività di Moby SPL a seguito dello scoppio della pandemia di Covid-19, nel 2022 il traghetto SPL Princess Anastasia lascia il Mar Baltico ed entra nella flotta di Moby, adottando il nome di Moby Orli. Nell'aprile 2023 Moby prende in consegna il Moby Fantasy, traghetto di nuova costruzione lungo 237 metri e dalla capacità di 2500 passeggeri, ordinato nel 2019 al cantiere navale cinese Guangzhou Shipyard International. Alimentata anche a GNL, la nuova ammiraglia della compagnia recupera la storica livrea raffigurante la balena blu, dismettendo le immagini dei personaggi della Warner Bros. in uso da oltre venti anni. Sempre nell'aprile 2023 si aggiunge alla flotta il traghetto Nuraghes di Tirrenia, che viene ribattezzato Moby Vinci.
Nell'agosto 2023 MSC incrementa la propria partecipazione in Moby arrivando a controllarne il 49% del capitale sociale. Nel dicembre 2023 viene consegnata la nave gemella della Moby Fantasy, varata con il nome di Moby Legacy, mentre a inizio 2024 la flotta viene ulteriormente potenziata con l'ingresso di altri tre traghetti provenienti da Tirrenia: il Bithia - ribattezzato Moby Ale Due -, il Raffaele Rubattino e il Vincenzo Florio. Nel mese di gennaio Moby esce ufficialmente dal concordato preventivo dopo aver saldato tutti i suoi debiti, grazie al determinante apporto di capitali garantito da MSC.
Tra il 2024 e il 2025 vengono dismessi i traghetti Eliana Marino - trasferito a MSC -, Pietro Manunta - venduto a un armatore emiratino -, Moby Vincent - venduto per la demolizione -, Moby Vinci - ceduto all'italiana Grandi Navi Veloci -, Moby Corse - venduto all'italiana Ferry Med -, Moby Ale - destinato alla demolizione -, Bastia - venduto all'italiana Alilauro -, Moby Baby Two - ex Moby Lally, destinato alla demolizione -, Moby Dada - venduto per la demolizione - e Moby Zazà - ceduto a un operatore con sede in Oceania.
Nell'aprile 2025 viene annunciato il passaggio a Moby del traghetto Bunifazziu, precedentemente noto come Liburna per la controllata Toremar.
Il 22 aprile 2025 viene annunciata la cessione per demolizione del Moby Drea ai cantieri turchi di Aliağa.

### Il post - MSC
Il 17 luglio 2025, al fine di evitare una possibile sanzione per condotta anticoncorrenziale in seguito all'indagine dell'Antitrust, viene annunciata la volontà di MSC di cedere entro la fine dell'anno la quota del 49% detenuta in Moby, rinunciando anche al diritto di pegno sul restante 51%.
Moby, a sua volta, restituirà quanto resta del finanziamento da 243 milioni di euro ricevuto da Msc nel dicembre 2023 per chiudere il concordato preventivo.

## Flotta
| Tipo              | Traghetto          | Anno di costruzione | Stazza (t.s.l.) | Capacità passeggeri | Capacità auto | Metri lineari carico merci | Velocità in nodi | Immagine |
| ----------------- | ------------------ | ------------------- | --------------- | ------------------- | ------------- | -------------------------- | ---------------- | -------- |
| Fast Cruise Ferry | Moby Fantasy       | 2023                | 69.500          | 3.000               | 1.300         | 3.850                      | 23,5             |          |
| Fast Cruise Ferry | Moby Legacy        | 2023                | 69.500          | 3.000               | 1.300         | 3.850                      | 23,5             |          |
| Fast Cruise Ferry | Moby Aki           | 2005                | 36.000          | 2.080               | 720           | 1.938                      | 27               |          |
| Fast Cruise Ferry | Moby Wonder        | 2001                | 36.000          | 2.080               | 720           | 1.938                      | 27               |          |
| Fast Cruise Ferry | Moby Tommy         | 2002                | 32.302          | 2.200               | 680           | 1.300                      | 31,5             |          |
| Fast Cruise Ferry | Moby Ale Due       | 2001                | 35.736          | 2.700               | 900           | 915                        | 29,5             |          |
| Cruise Ferry      | Raffaele Rubattino | 2000                | 30.757          | 1.471               | 625           | 2.000                      | 23               |          |
| Cruise Ferry      | Vincenzo Florio    | 1999                | 30.757          | 1.471               | 625           | 2.000                      | 23               |          |
| Cruise Ferry      | Moby Orli          | 1986                | 37.533          | 2.500               | 580           | 1115                       | 22               |          |
| Fast Cruise Ferry | Moby Otta          | 1976                | 22.528          | 1.900               | 500           | 910                        | 24               |          |
| Ferry             | Moby Kiss          | 1974                | 11.907          | 1.500               | 420           | 504                        | 18               |          |
| Ferry             | Moby Niki          | 1974                | 9 279           | 1.400               | 370           | 440                        | 18               |          |
| Ferry             | Giraglia           | 1981                | 2.041           | 400                 | 100           | /                          | 18               |          |
| Ferry             | Bunifazziu         | 1989                | 1.640,01        | 700                 | 76            | /                          | 16,5             |          |

## Flotta del passato
| Tipologia         | Traghetto            | Immagine | Stazza (t.s.l.) | Capacità passeggeri        | Capacità auto            | Velocità | Anno costruzione | Anni di servizio per Moby                     | Note                                                            |
| ----------------- | -------------------- | -------- | --------------- | -------------------------- | ------------------------ | -------- | ---------------- | --------------------------------------------- | --------------------------------------------------------------- |
| Ferry Boat        | Maria Maddalena      |          | 234             | 400                        | 20                       | 13       | 1955             | 1959-1978                                     | Attualmente opera con lo stesso nome per SNAP                   |
| Ferry             | Elba Prima           |          | 475             | 600                        | 70                       | 16       | 1962             | 1967-2007                                     | Demolita ad Aliağa nel giugno del 2008 come Prima               |
| Ferry Boat        | Agostino Lauro       |          | 496,66          | 500                        | 52                       | 14       | 1935             | 1968/1971-1974/1981/1982 (noleggio)           | Demolito nel 2008 ad Aliağa                                     |
| Ferry Boat        | Portoferraio         |          | 1440            | 650                        | 55                       | 14       | 1972             | 1974-2001                                     | Attuale Bomaris Legend della compagnia Bomaris Shipping         |
| Ferry             | Città di Piombino    |          | 495             | 495                        | 50                       | 14       | 1964             | 1978-2002                                     | Attuale Don Peppino della compagnia GesTour                     |
| Aliscafo          | AliCorsica           |          | ?               | 116                        | 0                        | ?        | ?                | 1972-1977                                     | Venduto ad Aliscafi Sud e ribattezzato Freccia di Vulcano       |
| Aliscafo          | AliBastia            |          | ?               | 116                        | 0                        | ?        | ?                | 1972-1977                                     | Tornata in servizio per Alilauro                                |
| Aliscafo          | AliGiglio            |          | ?               | 116                        | 0                        | ?        | ?                | 1972-1977                                     | Tornata in servizio per Alilauro                                |
| Aliscafo          | AliElba              |          | ?               | 116                        | 0                        | ?        | ?                | 1972-1977                                     | Tornata in servizio per Alilauro                                |
| Ferry             | Peloritano           |          | 338             | ?                          | ?                        | 10       | 1927             | 1978 (noleggio)                               | Demolito ad Aliağa nel 2008                                     |
| Cruise Ferry      | Moby Blu             |          | 5.956           | 1.200                      | 230                      | 19       | 1965             | 1982-2003                                     | Demolita a Alang a dicembre 2003 come Moby B                    |
| Cruise Ferry      | Moby Prince          |          | 6.682           | 1.490                      | 360                      | 19       | 1968             | 1985-1998 (distrutta in un incendio nel 1991) | Demolita ad Aliağa (Turchia) a luglio 1998                      |
| Cruise Ferry      | Moby Love (I)        |          | 5.643           | 2.000                      | 212                      | 21       | 1973             | 1986-1993                                     | Demolita ad Aliağa a novembre 2011                              |
| Cruise Ferry      | Moby Dream           |          | 6.942           | 1.170                      | 210                      | 23,5     | 1967             | 1986-1994                                     | Demolita ad Aliağa a settembre 2001                             |
| Cruise Ferry      | Moby Will            |          | 6.925           | 1.200                      | 225                      | 20       | 1967             | 1988-1993                                     | Demolita a Alang ad aprile 2007                                 |
| Cruise Ferry      | Moby King            |          | 12.377          | 1.830                      | 550                      | 19       | 1966             | 1989-2002                                     | Demolita a Alang a dicembre 2002                                |
| Aliscafo          | Fast Blu             |          | ?               | ?                          | ?                        | ?        | ?                | 1992-1993 (noleggio)                          | Utilizzato su Livorno-Bastia-Capraia e su Piombino-Portoferraio |
| Cruise Ferry      | Moby Kiss (I)        |          | 11.717          | 1.200                      | 450                      | 18,5     | 1975             | 1997                                          | Demolita ad Aliağa ad agosto 2015                               |
| Cruise Ferry      | Moby Magic           |          | 9.120           | 1.080                      | 250                      | 22       | 1974             | 1997-2005                                     | Demolita ad Aliağa a dicembre 2005                              |
| Ro-Ro             | Vomero               |          | 5.290           | 12                         | 1561 m.l di carico merci | 17,5     | 1973             | 2000 (noleggio)                               | Demolito ad Aliağa nel 2004                                     |
| Ro-Ro             | Moby Gum             |          | 13.714          | 1.491                      | 200                      | 23,5     | 1969             | 1998-2003                                     | Demolita a Mumbai a marzo 2004 come Moby G                      |
| Ro-Ro             | Moby Rider           |          | 21.717          | 400                        | 360                      | 18       | 1967             | 1998-2007                                     | Demolita a Alang a giugno 2007 come M. River                    |
| Ro-Pax            | Moby Easy            |          | 26.302          | 1.000                      | 200                      | 23,5     | 2004             | 2006-2007                                     | Attuale Florencia della compagnia Grimaldi Lines                |
| Ro-Pax            | Maria Grazia On.     |          | 26.302          | 1.000                      | 200                      | 23,5     | 2004             | 2006-2009                                     | Attuale Venezia della compagnia Grimaldi Lines                  |
| Fast Cruise Ferry | Moby Freedom         |          | 36.093          | 2.200                      | 750                      | 29       | 2001             | 2001-2012                                     | Attuale Finlandia della compagnia Eckerö Line                   |
| Ro-Ro merci       | Eliana M             |          | 4.732           | 12                         | 1.320 (mtl:ca)           | 18       | 1978             | 2006-2012                                     | Demolita ad Aliağa ad aprile 2012                               |
| Ro-Ro merci       | Claudia M            |          | 21.019          | 36                         | 6.305 (mtl:ca)           | 18       | 1969             | 2012 (noleggio)                               | Demolita ad Aliağa nel 2014                                     |
| Cruise Ferry      | Moby Fantasy         |          | 13.284          | 1.200                      | 400                      | 23,5     | 1975             | 1992-2013                                     | Demolita ad Aliağa a dicembre 2013                              |
| Fast Cruise Ferry | Scintu               |          | 26.904          | 850                        | 195                      | 24       | 2009             | 2013 (noleggio)                               | Demolito ad Aliağa nel 2019 come Norman Atlantic                |
| Ro-Ro merci       | Strada Corsa         |          | 16.776          | 144                        | 1.960 (mtl:ca)           | 17       | 1978             | 2011-2013                                     | Demolita ad Aliağa nel 2017 come Star                           |
| Ro-Ro merci       | Massimo M            |          | 12.494          | 12                         | 1.726 (mtl:ca)           | 18       | 1975             | 2010-2013                                     | Demolita ad Aliağa a luglio 2013                                |
| Ro-Ro merci       | Luigi Pa.            |          | 12.618          | 150                        | 200 / 1.724 (mtl:ca)     | 18       | 1975             | 2006-2016                                     | Attuale Lerzan K della compagnia G Marine Management            |
| Ferry             | Moby Baby            |          | 5.667           | 1.100                      | 220                      | 19,5     | 1966             | 1990-2017                                     | Demolita ad Aliağa a ottobre 2018                               |
| Ferry             | Moby Love (II)       |          | 7.657           | 1.200                      | 250                      | 21,8     | 1975             | 1998-2017                                     | Attuale Sporades Star della compagnia Seajets                   |
| Ferry             | Giuseppe Rum         |          | 324,12          | 633                        | 40                       | 16,5     | 2005             | 2019 (noleggio)                               | In servizio per Toremar                                         |
| Ro-Ro merci       | Super Fast Baleareas |          | 30.998          | 3.500 m.l. di carico merci | N.D.                     | 26       | 2010             | 2017-2018/2019 (noleggio)                     | Opera con lo stesso nome per Maritime Global Operator           |
| Ro-Ro merci       | Giuseppe Sa.         |          | 12.804          | 150                        | 0                        | 16       | 1975             | 2006-2022                                     | Attuale Med Star della compagnia Med Line                       |
| Ro-Ro merci       | Eliana Marino        |          | 18.265          | 12                         | 0                        | 22       | 2000             | 2016-2023                                     | Attuale Mayar della compagnia MSC                               |
| Cruise Ferry      | Moby Vincent         |          | 12.187          | 1.600                      | 570                      | 18       | 1974             | 1990-2024                                     | Demolito ad Aliağa a settembre 2024                             |
| Ro-Ro merci       | Pietro Manunta       |          | 22.059          | 12                         | 0                        | 18       | 1991             | 2016-2024                                     | Attuale Peaceland della compagnia Salem Al Makrani Cargo        |
| Fast Cruise Ferry | Moby Vinci           |          | 39.798          | 3.000                      | 1.085                    | 28       | 2004             | 2023-2024                                     | Attuale GNV Sirio della compagnia GNV                           |
| Cruise Ferry      | Moby Corse           |          | 19.593          | 1.200                      | 450                      | 18       | 1978             | 2009-2024                                     | Attuale Santa Cruz della compagnia Ferry Med                    |
| Ferry             | Bastia               |          | 1.936           | 400                        | 80                       | 14       | 1974             | 1974-2024                                     | Attuale One per Alilauro Gru.So.N.                              |
| Ferry             | Moby Ale             |          | 3.937           | 800                        | 120                      | 16       | 1969             | 1997-2024                                     | Demolito ad Aliağa a ottobre 2024                               |
| Ferry             | Moby Baby Two        |          | 8.570           | 1150                       | 300                      | 15       | 1974             | 2000-2024                                     | Demolita ad Aliağa a dicembre 2024                              |
| Cruise Ferry      | Moby Dada            |          | 34.093          | 1.638                      | 500                      | 22       | 1981             | 2016-2025                                     | Demolito ad Aliağa nel 2025                                     |
| Cruise Ferry      | Moby Zazà            |          | 22.161          | 2.048                      | 530                      | 20       | 1982             | 2015-2025                                     | Attuale Zazà per Venture Shipping Management Europe S.r.l       |
| Ferry             | Giovanni Bellini     |          | 762,41          | 700                        | 62                       | 16,5     | 1985             | 2024-2025 (noleggio)                          | In servizio per Toremar                                         |
| Ferry             | Ichnusa              |          | 2.181           | 308                        | 50                       | 12,1     | 1985             | 2025 (noleggio)                               | In servizio per Ichnusa Lines                                   |
| Fast Cruise Ferry | Moby Drea            |          | 22.258          | 1507                       | 500                      | 27       | 1975             | 2003-2025                                     | Venduta a Med Fuel SRL nel 2025                                 |

## Rotte effettuate
Questa lista è suscettibile di variazioni e potrebbe essere incompleta o non aggiornata.

### Sardegna
| Linea                                    | Tempo                                  | Nave                                             | Frequenza                    | Note                                                     |
| ---------------------------------------- | -------------------------------------- | ------------------------------------------------ | ---------------------------- | -------------------------------------------------------- |
| Genova ↔ Olbia                           | 10 h (diurna/notturna)                 | Moby Aki / Moby Wonder / Moby Otta (solo estate) | Giornaliere/plurigiornaliere | Stagionale                                               |
| Livorno ↔ Olbia                          | 8 h 30 min (notturna) 7 / 8 h (diurna) | Moby Legacy / Moby Fantasy                       | Giornaliere/plurigiornaliere | Giornaliera                                              |
| Piombino ↔ Olbia                         | 5 h 30 min (diurna)                    | Moby Aki / Moby Wonder / Janas / Athara          | Giornaliere                  | Stagionale, operata anche con navi Tirrenia              |
| Genova ↔ Porto Torres (scalo ad Ajaccio) | 12 / 13 h                              | Moby Ale Due / Moby Tommy                        |                              | Lo scalo ad Ajaccio viene effettuato solamente in estate |

### Corsica
| Linea                            | Tempo                               | Nave                      | Frequenza        | Note       |
| -------------------------------- | ----------------------------------- | ------------------------- | ---------------- | ---------- |
| Livorno ↔ Bastia                 | 4 h 30 min                          | Moby Orli                 | Giornaliere      | Stagionale |
| Genova ↔ Bastia                  | 7 h 30 min (diurna) 10 h (notturna) | Moby Aki / Moby Wonder    | Bisettimanali    | Stagionale |
| Genova ↔ Ajaccio                 | 8 h                                 | Moby Ale Due / Moby Tommy | Bisettimanali    | Stagionale |
| Santa Teresa Gallura ↔ Bonifacio | 50 min                              | Giraglia / Bunifazziu     | Plurigiornaliera |            |

### Sicilia
| Linea            | Tempo | Nave                                 | Frequenza   |
| ---------------- | ----- | ------------------------------------ | ----------- |
| Napoli ↔ Palermo | 10 h  | Raffaele Rubattino / Vincenzo Florio | Giornaliera |

### Isola d'Elba
| Linea                   | Tempo | Nave                  | Frequenza   |
| ----------------------- | ----- | --------------------- | ----------- |
| Piombino ↔ Portoferraio | 1 h   | Moby Niki / Moby Kiss | Giornaliere |

## Moby SPL
Moby SPL Limited è stata una compagnia di navigazione italo-russa che opera nel mar Baltico con sede a La Valletta, Malta. È stata creata dopo una joint venture tra Moby Lines e St. Peter Line. La compagnia effettuava rotte tra Stoccolma, Helsinki, San Pietroburgo e Tallinn. Dal 2020 le operazioni sono sospese a causa della pandemia di COVID-19 e della successiva invasione russa dell'Ucraina del 2022.

### Flotta del passato
| Tipologia    | Traghetto              | Immagine | Stazza (t.s.l.) | Capacità passeggeri | Capacità auto | Velocità | Anno costruzione | Anni di servizio per Moby SPL | Note                                              |
| ------------ | ---------------------- | -------- | --------------- | ------------------- | ------------- | -------- | ---------------- | ----------------------------- | ------------------------------------------------- |
| Cruise Ferry | SPL Princess Anastasia |          | 37.799          | 2.500               | 580           | 22       | 1986             | 2017-2020                     | Attuale Moby Orli della flotta principale di Moby |

## Attività di sponsorizzazione
Moby Lines è lo sponsor principale del team velico italiano Mascalzone Latino, fondato dallo stesso Vincenzo Onorato.
Dalla stagione 2015-2016 alla stagione 2019-2020 è stato il main sponsor dell'Unione Sportiva Lecce.
A partire dalla stagione 2023-2024 è il front jersey sponsor del Cagliari Calcio.
Dalla stagione 2025-2026 Moby è il back jersey sponsor del Parma Calcio 1913.

## Premi
Moby è stata insignita per il quinto anno consecutivo del Sigillo di Qualità “Nr. 1 oro” 2018/2019 dell'Istituto Tedesco Qualità e Finanza per la qualità del servizio offerto, della prestigiosa Green Star sulle due navi ammiraglie ed è stata eletta dai passeggeri migliore compagnia di traghetti all’Italia Travel Awards 2017.

## Controversie
Nel marzo 2018 l'Autorità garante della concorrenza e del mercato ha comminato un'ammenda di 29 milioni di euro a Moby Spa e Compagnia Italiana di Navigazione per abuso di posizione dominante. Le aziende, che hanno presentato ricorso, avrebbero ostacolato l’operatività di alcune società di logistica, restringendo così gravemente la concorrenza e causando un pregiudizio ai consumatori dei beni oggetto di trasporto. Nel luglio 2018 il Tribunale Amministrativo del Lazio ha sospeso la sanzione e ha fissato l’inizio della causa di merito a maggio 2019.
Nel 2024 l’autorità garante della concorrenza e del mercato (Antitrust) ha avviato un’istruttoria per condotta anticoncorrenziale a causa dell’ingresso al 49% di MSC in Moby, nel 2025 MSC annuncia l’intenzione di vendere la sua quota all’azionista di maggioranza di Moby, ovvero il gruppo Onorato.